# 조지 디센조

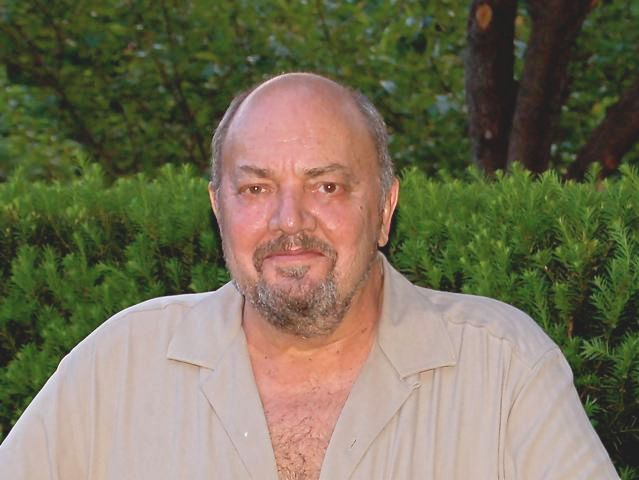

조지 디센조(George DiCenzo, 1940년 4월 21일 ~ 2010년 8월 9일)는 미국의 배우, 성우이다.
뉴헤이븐에서 태어났다.

## 출연 작품
- 스테이트사이드 (2004년)
- 템티드 (2001년)
- 호텔 (2001년)
- 운명같은 사랑 (2000년)
- 일루미나타 (1998년)
- 레써 프로피트 (1997년) - 제리 역
- 이블 하트 (1995년)
- 목격자 (1992년)
- 정의의 수호자 (1990년)
- 엑소시스트 3 (1990년) - 스테드만 역
- 야망의 노래 (1989, Sing)
- 말괄량이 삐삐 (1988년)
- 18 어게인 (1988년)
- 오메가 신드롬 (1987년)
- 더 롱샷 (1986년)
- 어젯밤에 생긴 일 (1986년)
- 백 투 더 퓨처 (1985년) - 샘 베인즈 역
- 스타플라이트 (1983년)
- 헬 게이트 (1981년)
- 암흑가의 혈투 (1981년)
- 현상범 사냥꾼 (1981년)
- 블랙 스타 (1981년)
- 9번째 배치 (1980년)
- 프리스코 키드 (1979년)
- 콰이어보이 (1977년)
- 미지와의 조우 (1977년)
- 나이트 스트랭글러 (1973년)
- 노리스 테입스 (1973년)
- 비련의 110번가 (1972년)
- 고잉 홈 (1971년)

### 텔레비전
- 아이언사이드 (1973)
- 딜론 보안관 (1973-75)
- 샌프란시스코 수사반 (1974-75)
- 하와이 파이브-O (1977-80)
- 월튼네 사람들 (1979)
- 스파이더맨 (1981-82) - 애니메이션
- 다이너스티 (1984-85)
- 로앤오더: 범죄 전담반 (1992-97)